# Kara Hülëgü
Kara Hülëgü (? - zm. 1252) – chan sprawujący władzę nad ułusem Czagataja w latach 1244/1245 do 1246 i ponownie w latach 1251–1252.
Był synem Mutugena, najstarszego syna Czagataja, który był ulubionym wnukiem Czyngis-chana. Mutugen zginął w roku 1221 podczas wojny z Chorezmem w bitwie w dolinie Bamijan. Przed swą śmiercią Czagataj wyznaczył swoim następcą w wyznaczonym mu przez ojca ułusie Kara Hülëgü, jako następcę swojego najstarszego syna, a z powodu jego małoletniości wyznaczył na jego regentkę swoją żonę, Ebuskun.
Jednak kiedy do władzy doszedł nowy Wielki Chan, Gujuk (1246–1248), pozbawił on władzy Kara Hülëgü i Ebuskun, wyznaczając chanem dla ułusu Czagataja jego najstarszego żyjącego syna, a swojego osobistego przyjaciela, Jisü Möngke (1246–1251). Powołał się on przy tym na zasadę starszeństwa, twierdząc, że nie może być następcą wnuk, dopóki żyje syn.
Większość czagatajskich książąt, wraz ze swoimi krewnymi, potomkami Ugedeja, sprzeciwiła się wyborowi Möngke (1251–1259) na Wielkiego Chana, stąd po ostatecznym objęciu przez niego władzy zostali oni wygnani lub zabici. Ten ostatni los spotkał także Jisü Möngkego. Jednak rozgoryczony utratą władzy Kara Hülëgü jako jeden z niewielu Czagataidów od dawna popierał sprawę potomków Tołuja. Nowy Wielki Chan przywrócił Kara Hülëgü do władzy na zmniejszonym terytorium ułusu, jednak chory chan nie zdołał przed śmiercią nawet dotrzeć do swojego obozu w Turkiestanie. Na mocy dekretu Möngke władzę po śmierci Kara Hülëgü przejął jego małoletni syn Mubarak Szah, którego regentką została wdową po jego ojcu, Organa-katun.